# Temporada 1958 del Campeonato de Europa de Rally
La temporada 1958 fue la edición 6º del Campeonato de Europa de Rally. Comenzó el 21 de enero con el Rally de Montecarlo y finalizó el 21 de septiembre en el Viking Rally.

## Calendario
| N.º | Fecha               | Rally                                               |
| --- | ------------------- | --------------------------------------------------- |
| 1   | 21-29 de enero      | 27. Rallye Automobile de Monte-Carlo                |
| 2   | 24-28 de febrero    | 9. Automobilistico Int. del Sestriere               |
| 3   | 11-15 de marzo      | 7. RAC international Rally of Great Britain         |
| 4   | 3-6 de abril        | 6. Rally Acropolis                                  |
| 5   | 26-30 de abril      | 10. Internationale Tulpenrallye                     |
| 6   | 15-18 de mayo       | 2. AvD/ADAC Deutschland Rallye                      |
| 7   | 11-13 de junio      | 9. Svenska Rallyt till Midnattssolen                |
| 8   | 7-12 de julio       | 19. Critérium Int. de la Montagne - Coupe des Alpes |
| 9   | 18-22 de julio      | 7. Rallye Adriatique                                |
| 10  | 28-31 de agosto     | 17. Liège-Rome-Liège                                |
| 11  | 19-21 de septiembre | 8. Viking Rally                                     |

## Resultados

### Campeonato de pilotos
| Pos. | Piloto           | MON | SES | GBR | GRE | TUP | GER | SWE | FRA | ADR | LIE | VIK | Puntos |
| ---- | ---------------- | --- | --- | --- | --- | --- | --- | --- | --- | --- | --- | --- | ------ |
| 1    | Gunnar Andersson |     |     |     | 3   |     | 3   | 1   |     | 1   |     |     | 32.0   |
| 2    | Bernard Consten  |     |     |     |     |     | 1   |     | 1   |     | 1   |     | 23.0   |
| 2    | Riess Max        |     |     |     |     | 2   | 2   |     | 3   | 5   |     |     | 23.0   |